# Abell 1795
Abell 1795 è un ammasso di galassie situato nella costellazione del Boote alla distanza di circa di 800 milioni di anni luce dalla Terra.
È uno degli ammassi che compongono il Superammasso del Boote (SCl 138).